# انگشت وسط (ژست)

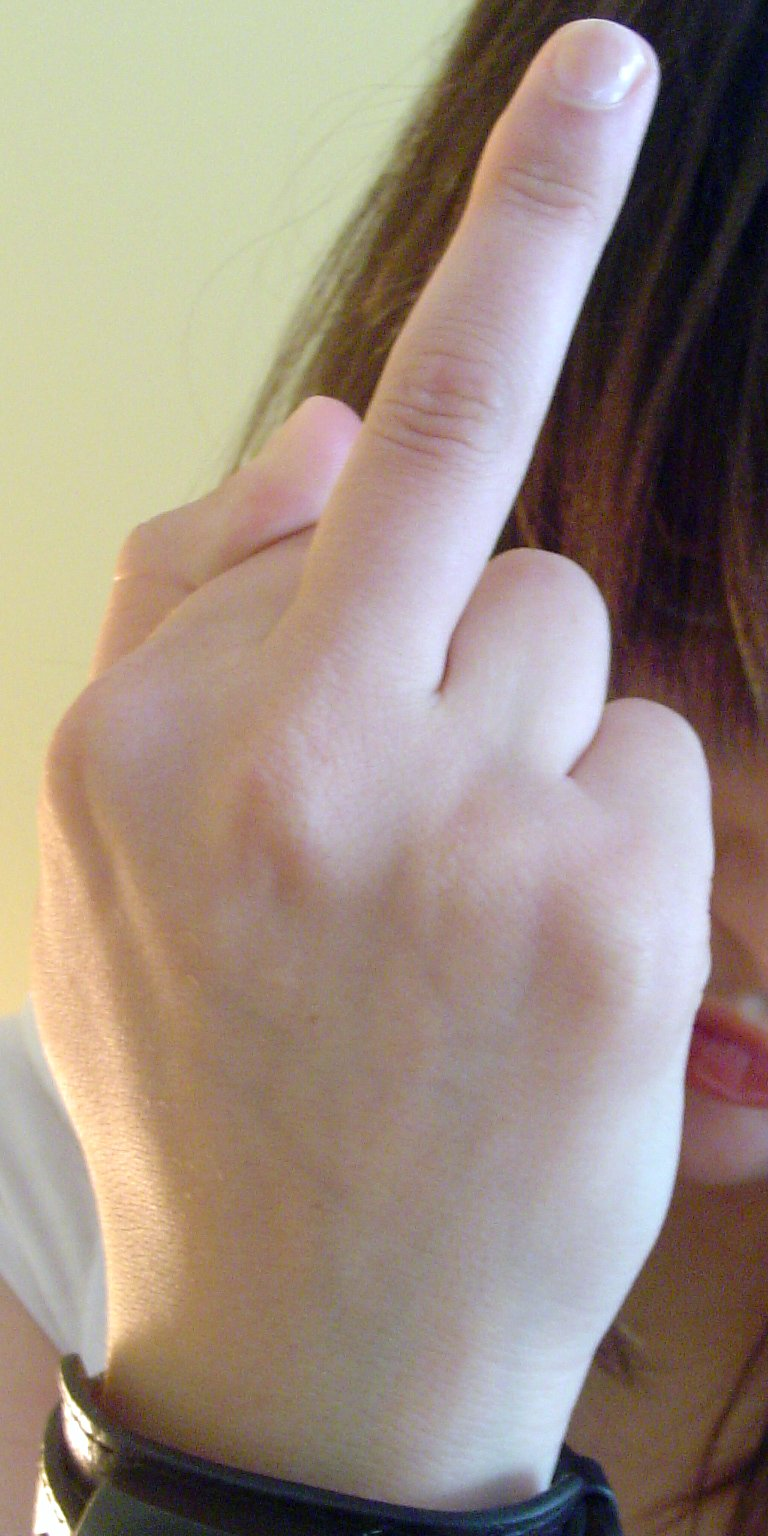
شخصی در حال نشان‌دادن «انگشت وسط» یا «انگشت فاک»

انگشت وسط، یا انگشت میانی یک اشارهٔ دست توهین‌آمیز است. این اشاره بیانگر میزان متوسط تا شدید تحقیر است و تقریباً معادل عبارت‌های «"برو به جهنم»، «گور بابات»، «گاییدمت»، یا «برو در خودت بذار» است. این حرکت با نشان‌دادن پشت دستی که تنها انگشت میانی آن به سمت بالا کشیده شده است، انجام می‌شود، هرچند در برخی مناطق، انگشت شست نیز کشیده می‌شود. دراز کردن این انگشت در چندین فرهنگ، به ویژه در جهان غرب، نماد تحقیر محسوب می‌شود. بسیاری از فرهنگ‌ها از حرکات مشابهی برای نشان دادن بی‌احترامی استفاده می‌کنند، اگرچه برخی دیگر از آن برای اشاره بدون قصد بی‌احترامی بهره می‌برند. این اشاره معمولاً برای بیان تحقیر به کار می‌رود اما می‌تواند به‌صورت طنز یا شوخی نیز استفاده شود.
پیشینهٔ این حرکت به یونان باستان بازمی‌گردد و در روم باستان نیز مورد استفاده قرار می‌گرفت. از نظر تاریخی، این حرکت نمایانگر آلت‌پرستی بود. در اوایل قرن نوزدهم، این اشاره به‌تدریج به عنوان نشانه‌ای از بی‌احترامی شناخته شد و توسط هنرمندان موسیقی (و به‌ویژه در میان بازیگران، افراد مشهور، ورزشکاران و سیاستمداران) استفاده شد؛ با این حال، بیشتر مردم هنوز این حرکت را زشت می‌دانند. در دوره‌های معاصر، خم کردن انگشت اشاره و انگشت حلقه در دو طرف انگشت وسط، به عنوان نمادی از بیضه تعبیر شده است.

## دوران کلاسیک

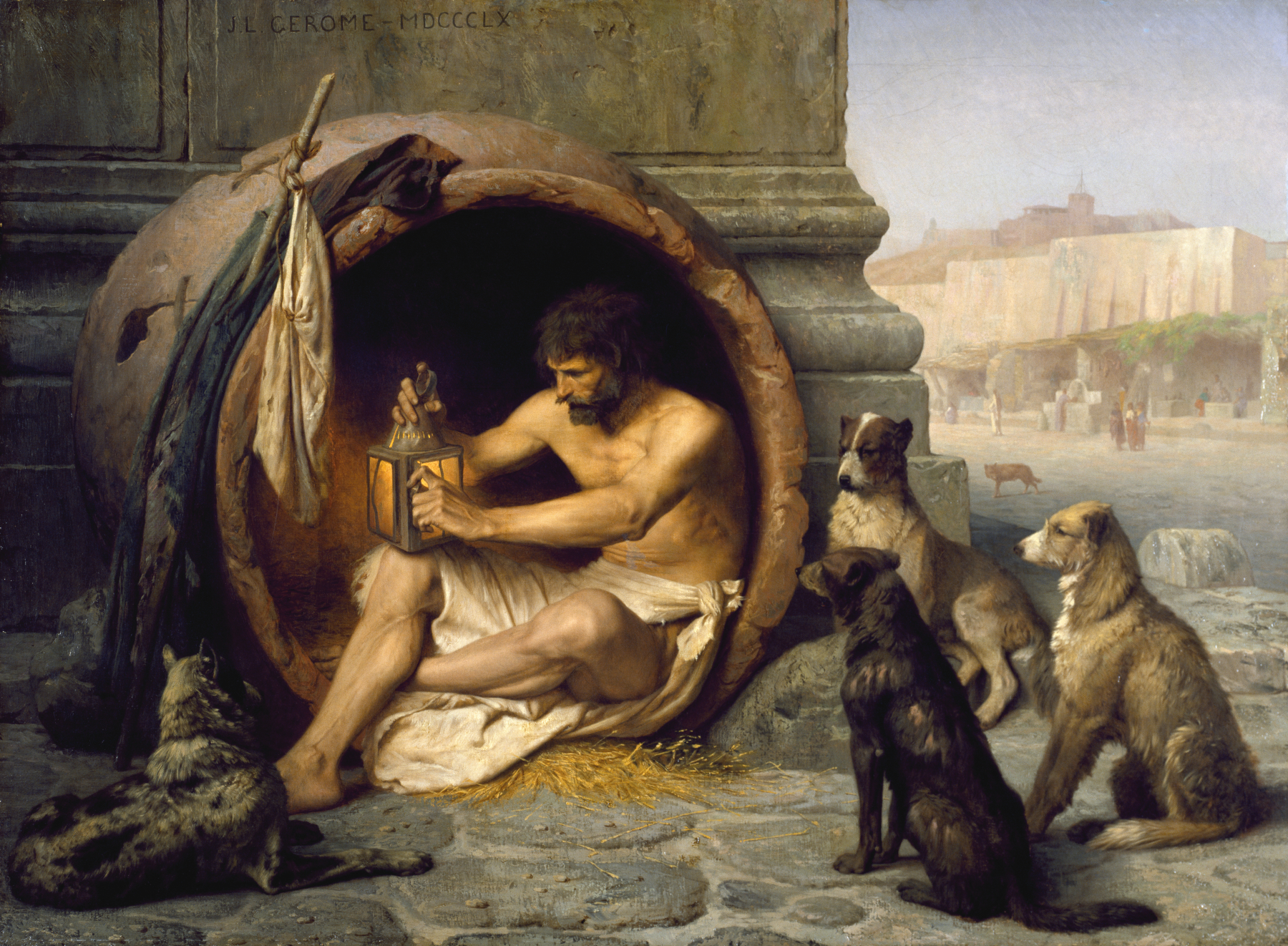
فیلسوف کلبی دیوژن، به تصویر کشیده‌شده توسط ژروم در کنار خمره‌ای که در آن زندگی می‌کرد؛ هنگامی که غریبه‌هایی در مسافرخانه آرزو داشتند سخنران بزرگ دموستن را ببینند، دیوژن انگشت وسط خود را نشان داد و فریاد زد: «این، برای شما، عوام‌فریب آتنی‌ها است.»

اشاره به انگشت وسط در زمان‌های باستان نمادی از آمیزش جنسی بود که برای تحقیر، ترساندن و تهدید فردِ گیرنده استفاده می‌شد. این حرکت همچنین نماد آلت‌پرستی بود، به‌طوری که انگشتان کنار انگشت وسط نمایانگر بیضه‌ها بودند؛ به دلیل این ارتباط نزدیک، این اشاره ممکن است خاصیت دفع شر پیدا کرده باشد. در دنیای دریای مدیترانه در سدهٔ ۱ میلادی، دراز کردن «انگشت» یکی از روش‌های متعددی بود که برای دور کردن تهدید دائمی چشم‌زخم به کار می‌رفت.
در یونانی، این اشاره katapygon (κατάπυγον، از kata – κατά، به معنای «پایین» و pugē – πυγή، به معنای «پشت، باسن») نامیده. در کمدی یونان باستان، این حرکت به عنوان نشانه‌ای از توهین به دیگران به کار می‌رفت و واژهٔ katapugon همچنین به «مردی که تسلیم دخول مقعدی می‌شود» اشاره داشت و katapygaina برای زنان به کار می‌رفت. در نمایشنامهٔ ابرها از آریستوفان (۴۲۳ پ.م.)، هنگامی که شخصیت سقراط در حال امتحان گرفتن از شاگرد خود دربارهٔ اوزان شعری است، استرپسیادس اعلام می‌کند که به خوبی می‌داند دَکتیل چیست و انگشت وسط خود را نشان می‌دهد. این اشاره یک بازی تصویری بر اساس دو معنای واژهٔ یونانی daktylos است، هم به معنای «انگشت» و هم یک میزان شعری که از یک هجای بلند و دو هجای کوتاه تشکیل شده، مانند مفاصل یک انگشت (— ‿ ‿, که همچنین در یک متن لاتین قرون وسطی به عنوان بازی تصویری بر روی آلت تناسلی و بیضه‌ها ظاهر می‌شود). سقراط کسی که این اشاره را انجام می‌داد «بی‌ادب و نادان» خواند. این حرکت در نمایشنامهٔ صلح نیز به عنوان شکلی از تمسخر ظاهر می‌شود، همراه با رها کردن باد معده در صورت کسی. کاربرد این اشاره بعدها در سودا توضیح داده شد و در آداگیا اثر دسیدریوس اراسموس نیز آورده شد. فعل «بازی کردن به سبک سیفنیان» نیز در یک قطعه از آریستوفان دیده می‌شود که معنای مشابهی دارد. این کاربرد بار دیگر در سودا توضیح داده شده، جایی که گفته می‌شود این عبارت به معنای «لمس کردن مقعد با انگشت» است. دیوژن لائرتی نقل می‌کند که فیلسوف کلبی دیوژن کلبی این اشاره را به خطیب دموستن در آتن سدهٔ چهارم پ.م. نشان داده است. در گفتارهای اپیکتت، هدف دیوژن یکی از سوفسطائیان است.
در لاتین، انگشت وسط digitus impudicus نامیده می‌شد که به معنای «انگشت بی‌شرمانه، ناشایست یا توهین‌آمیز» بود. در سدهٔ ۱ میلادی، پرسیوس بستگان خرافاتی زن را توصیف می‌کند که افسون‌هایی با «انگشت بدنام» (digitus infamis) و «آب دهان تطهیرکننده» می‌ساختند. در ساتیرکان، زنی سالخورده از گرد و غبار، آب دهان و انگشت وسط خود برای علامت‌گذاری بر پیشانی پیش از افسون استفاده می‌کند. مارشال نیز شخصیتی را توصیف می‌کند که «انگشت ناشایست» را به سمت سه پزشک دراز می‌کند. در یکی دیگر از اشعار او، آمده است: «بلند بخند، سِکستیلیوس، به هر کسی که تو را cinaedus می‌خواند و انگشت وسطت را دراز کن.»

## ایالات متحدهٔ آمریکا

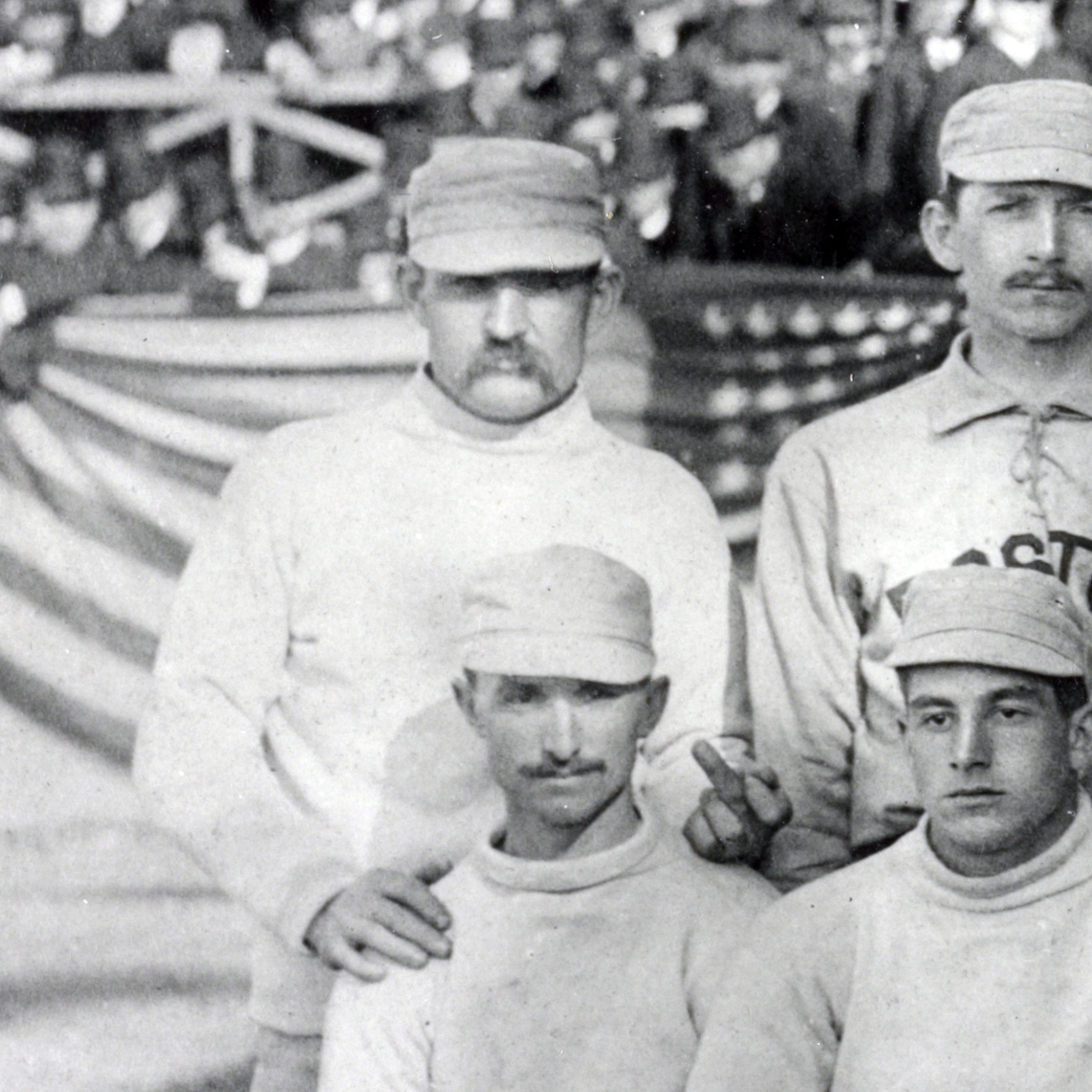
چارلز "اولد هاس" رادبورن در سال ۱۸۸۶، نخستین عکس شناخته‌شده از این اشاره.

جسی شایدلور، زبان‌شناس، روند تکامل این اشاره را در ایالات متحدهٔ آمریکا به دههٔ ۱۸۹۰ میلادی نسبت می‌دهد. به گفتهٔ انسان‌شناس دزموند موریس, این اشاره احتمالاً از طریق مهاجران ایتالیایی به ایالات متحده وارد شده است. اولین حضور مستند انگشت در ایالات متحده در سال ۱۸۸۶ بود، زمانی که  چارلز "اولد هاس" رادبورن، یک پیچر بیسبال در حال عکس گرفتن از یک عضو تیم رقیب بود که انگشت وسط خود را به او نشان می‌داد.
استفاده از این اشاره در مکان‌های عمومی، در حالی که زشت به نظر می‌آید، غیرقانونی نیست، زیرا به عنوان یک نوع ارتباطی بیانی که تحت حمایت متمم اول قانون اساسی قرار دارد، شناخته می‌شود. در برخی موارد، افسران پلیسی که این اشارهٔ توهین‌آمیز به آن‌ها نشان داده شده است، افرادی را که این کار را انجام داده‌اند متوقف، جریمه یا دستگیر کرده‌اند. با این حال، این عمل نه یک جرم است و نه حتی یک دلیل معقول برای متوقف کردن فردی محسوب می‌شود، و پلیسی که این کار را انجام دهد، «یک حق قانونی به‌طور واضح و آشکار» را نقض کرده است و اگر این کار را انجام دهد، از مصونیت صلاحیتی برخوردار نیست، به این معنی که می‌توانند برای توقف و/یا دستگیری غیرقانونی خود تحت تعقیب قضائی قرار گیرند.

## استفادهٔ سیاسی و نظامی

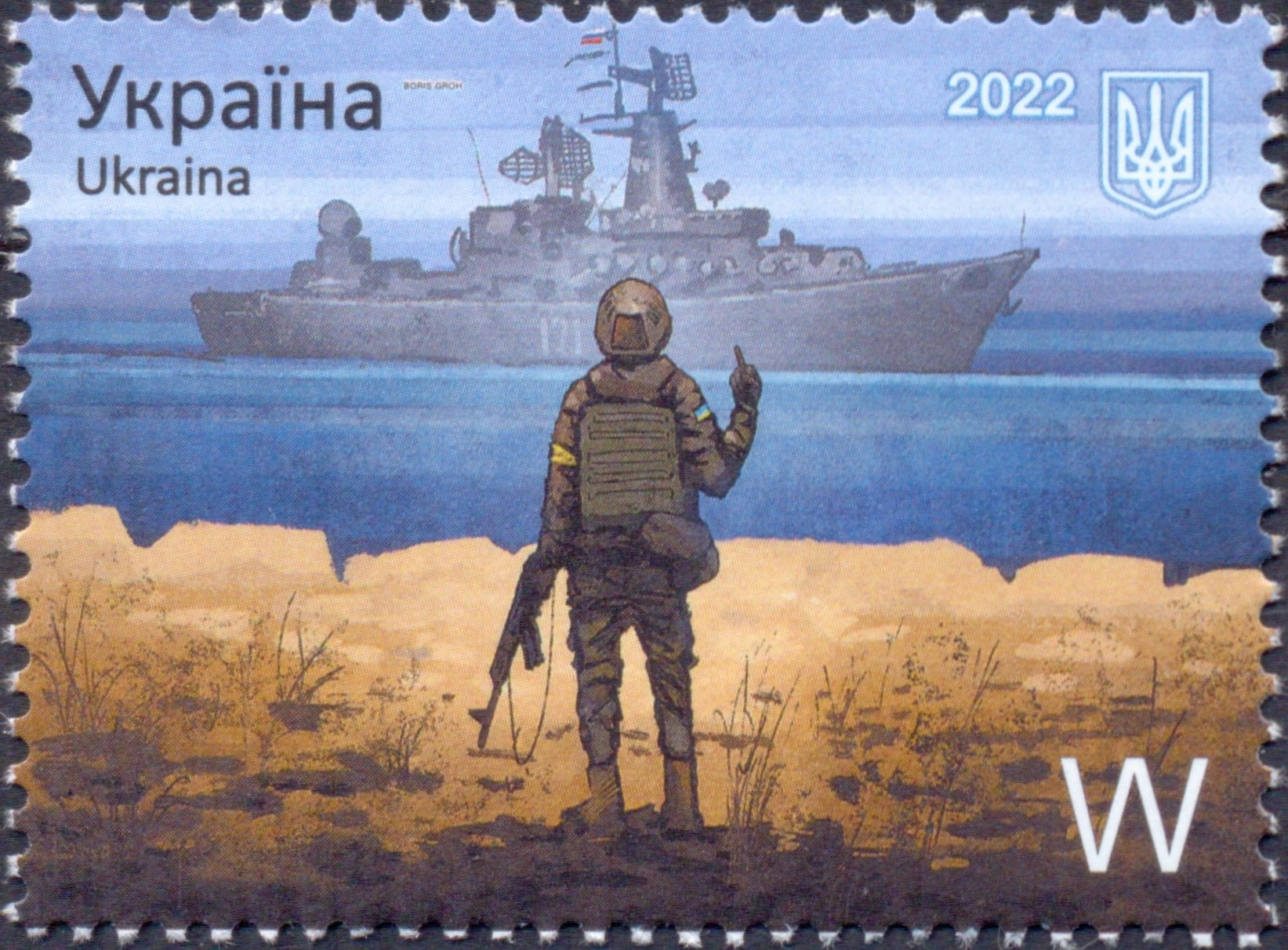
تمبر پستی اوکراین که یک سرباز اوکراینی را در لباس نبرد نشان می‌دهد که به رزمناو روسی «ماسکوا» انگشت وسط نشان می‌دهد.

این حرکت در رویدادهای سیاسی دخالت داشته است. در جریان حادثهٔ یواس‌اس پوئبلو که در آن یک کشتی آمریکایی توسط کرهٔ شمالی به اسارت درآمد، اعضای خدمهٔ آمریکایی که اسیر شده بودند، اغلب به‌طور پنهانی انگشت وسط نشان می‌دادند تا استفادهٔ کره‌ای‌ها از این تصاویر در تبلیغاتشان را تضعیف کنند. کره‌ای‌ها که از معنای این حرکت بی‌اطلاع بودند، در ابتدا از سوی زندانیان به آنها گفته شد که این یک «نشانهٔ خوش‌شانسی هاوایی» است. وقتی که نگهبانان بالاخره متوجه شدند، اعضای خدمه تحت ضربات شدید قرار گرفتند. ابی هافمن در کنوانسیون ملی دموکراتیک ۱۹۶۸ از این حرکت استفاده کرد. رونالد ریگان، در حالی که فرماندار کالیفرنیا بود، به معترضان ضدفرهنگ در برکلی انگشت وسط نشان داد. نلسون راکفلر، که آن زمان معاون رئیس‌جمهور ایالات متحده بود، این حرکت را در یک توقف کارزاری در نزدیکی بینگهمتون، نیویورک به سوی کسانی که او را هو می‌کردند، انجام داد، که باعث شد این حرکت به «ژست راکفلر» معروف شود. در سال ۱۹۸۲، پیر ترودو، نخست‌وزیر وقت کانادا، به معترضان در سلمون آرم انگشت وسط نشان داد، که باعث شد این حادثه به «سلام سلمون آرم» معروف شود. خود این حرکت به «سلام ترودو» نیز نامیده شده است. رئیس‌جمهور سابق جرج دابلیو. بوش در حالی که فرماندار تگزاس بود، در یک تأسیسات تولیدی در آستین به دوربین انگشت وسط نشان داد و گفت که این «فقط یک سلام پیروزی با یک انگشت» بود. انتونی وینر بعد از اینکه از دفتر مرکزی انتخابات خود خارج شد و انتخابات مقدماتی ۲۰۱۳ نیویورک را باخت، به خبرنگاران انگشت وسط نشان داد. در جریان انتخابات فدرال آلمان ۲۰۱۳، نامزد اصلی حزب سوسیال دموکرات آلمان، پر اشتاینبروک به‌طور جنجالی در یک مصاحبهٔ تصویری با ضمیمهٔ مجلهٔ زوددویچه تسایتونگ انگشت وسط نشان داد.
در جریان جنگ جهانی دوم، گروه هوابرد ۹۱ از نیروی هوایی نیروی زمینی ایالات متحده آمریکا این حرکت را به‌عنوان «سلام انگشت سخت» می‌نامید. این حرکت به شکلی شوخ‌طبعانه برای نشان دادن اینکه یک خلبان اشتباهی مرتکب شده یا تخلفی کرده است، استفاده می‌شد؛ این عبارت اشاره به اصطلاحات عامیانهٔ بریتانیایی برای بی‌توجهی (یعنی «انگشتت رو از پشت دربیار») داشت. «دستور انگشت سخت» پس از جنگ به‌عنوان یک سری جوایز از سوی انجمن جانبازان گروه هوابرد ۹۱، با مجسمه‌های چوبی از یک دست که انگشت وسط نشان می‌داد، ادامه یافت. در سال ۲۰۰۵، در جریان جنگ عراق، سرگرد گانری مایکل برگاردت پس از اینکه بمب کنارجاده‌ای نتوانست او را بکشد، به سمت شورشیان عراقی که به نظر می‌رسید او را تماشا می‌کنند، این حرکت را انجام داد و عکسی از آن منتشر شد.
این حرکت در جلسات قضائی نیز مورد بررسی قرار گرفته است. دادگاه استیناف در هارتفورد، کنتیکت در سال ۱۹۷۶ حکمی صادر کرد که نشان دادن انگشت وسط توهین‌آمیز است اما نه فحش، بعد از اینکه یک افسر پلیس یک نوجوان ۱۶ ساله را به دلیل اینکه به افسر انگشت وسط نشان داده بود، به توهین متهم کرد. این پرونده به دادگاه عالی کنتیکت ارجاع شد، که حکم را تأیید کرد. در مارس ۲۰۰۶، یک دادخواست فدرال در خصوص مسئلهٔ آزادی بیان مطرح شد.
دست دادن انگشت وسط باعث پیامدهای منفی شده است. یک مرد مالزیایی پس از اینکه در یک تعقیب و گریز خودرویی به یک راننده انگشت وسط نشان داد، به دلیل ضرب و شتم شدید کشته شد. یک مرد پاکستانی نیز به دلیل این حرکت توسط امارات متحدهٔ عربی اخراج شد چرا که این حرکت ناقض قوانین و بی‌ادبی است.
افراد به عنوان یک روش اعتراض انگشت وسط نشان داده‌اند. در یک کنسرت، ریکی مارتین به تصویر جرج دابلیو. بوش انگشت وسط نشان داد تا علیه جنگ عراق اعتراض کند. معترضان صرب به سفارت روسیه انگشت وسط نشان دادند و در جمهوری چک به عنوان اعتراض به ناتوانی دولت این حرکت انجام شد. در همان سال‌ها، بسیاری از شهروندان ایتالیا این حرکت را به‌عنوان اعتراض به مالیاتی که «شبیه‌سازی» از دولت نامیده می‌شد، استفاده کردند.